# Бянджун
Бянджун (на пинин biān zhōng) е музикален перкусионен инструмент от групата на звънците.
Инструментът има древен китайски произход, датиран е към епохата на династията Шанг (1766-1122 г. пр.н.е.). Използвал се е само за изпълнения в императорския двор, и не е бил познат сред простолюдието.